# Sofia Rotaru
Sofiya Yevdokymenko-Rotaru (en ucraniano: Софія Михайлівна Євдокименко-Ротару, en ruso: София Михайловна Ротару) (Marshintsi, 7 de agosto de 1947) es una cantante ucraniana (anteriormente soviética), de procedencia rumana.
Rotaru, apodada "Bukovinsky Solovey" ("el ruiseñor de Bucovina"), surgió en 1966 como estrella del pop folclórico en la película Solovei iz sela Marshyntsi ("El ruiseñor de Marshyntsi") en el mundo de habla rumana y ucraniana, después de que su mánager y futuro marido, Anatoliy Yevdokymenko, le hiciera cambiar su estilo musical del folclore al pop con Chervona Ruta.
En 1971, después del lanzamiento de la película musical 'Chervona Ruta', protagonizada por Sofia Rotaru y los jóvenes músicos Vladimir Ivasyuk, Vasily Zinkevich y otros, se creó el conjunto 'Chervona Ruta', que se hizo extremadamente popular en toda la URSS y realizó una exitosa gira por Polonia.
En 1972, lanzó el álbum multilingüe Sofia Rotaru, que fue reeditado tres veces y versionado por muchos cantantes, estableciéndose como una artista pop viable en los países de la ex Unión Soviética. Recibió reconocimiento internacional por primera vez después de participar en el Festival Internacional de Canciones Juveniles de 1968 en Bulgaria y ganó el primer premio en Golden Orpheus en 1973 y el segundo premio en la categoría de canciones polacas en el Festival Internacional de la canción de Sopot en 1974.
Rotaru tiene más de 1000 canciones en diferentes idiomas como el ruso, ucraniano, rumano, inglés, español, italiano, alemán, polaco, serbio, búlgaro, croata, esloveno, entre otros. Lleva más de 50 años actuando y encabezó el juego aéreo de Moscú con "Ya nazovu planetu imenem tvoim" (я назову планету именем твоим - en ruso) en 2008.

## Biografía
Sofia Mykhaylivna Rotaru, proviene de la minoría rumana en Ucrania, nació en Marshyntsi, Óblast de Chernivtsí, en el seno de una familia de viticultores. Marshyntsi es un pueblo del distrito del raión de Novoselitski, cerca de la frontera con Moldavia y la mayoría de su población es de habla rumana. Ella fue la segunda hija de una familia de seis hijos. Sus hermanos son Zina, Lidia, Aurica, Eugen y Anatol. Una empleada de la oficina de pasaportes reportó erróneamente su fecha de nacimiento en su pasaporte hasta el 9 de agosto; como resultado, Rotaru celebra su cumpleaños dos veces.
Su padre, Mykhail Fedorovich Rotaru, pasó la Segunda Guerra Mundial como artillero pesado y viajó a Berlín. Herido, no regresó a su hogar hasta 1946 y fue la primera persona en unirse al Partido Comunista en la aldea. Su hermana mayor, Zinaida ("Zina"), nació el 11 de octubre de 1942. Zina padeció una grave enfermedad infantil y quedó ciega, pero poseía un tono perfecto y fácilmente memorizaba nuevas canciones, así que ella le enseñó canciones populares a Sofía. Sofía dijo de su hermana mayor: "Todos aprendimos de ella: ¡qué memoria musical, qué alma!". Zina pasó horas escuchando la radio y aprendió numerosas canciones, además del idioma ruso, que luego enseñó a sus hermanos y hermanas. En casa, la familia Rotaru solo hablaba rumano. Como niña, Sofía participó en competiciones regionales de pentatlón y carrera.
Ella comenzó a cantar desde el primer grado en el coro de la escuela, así como en el coro de la iglesia. Sin embargo, este último no era aceptable para los funcionarios escolares. Por lo tanto, fue amenazada con una exclusión de la organización Young Pioneer. Rotaru se sintió atraída por el teatro. Ella practicó en clases de drama y cantó canciones populares en clases vocales. Por las noches, solía esconderse en el establo, tratando de encontrar las melodías adecuadas para sus canciones más queridas de Moldavia. Rotaru dijo:

"Es difícil decir cuándo y cómo apareció la música en mi vida. Parece que siempre ha vivido en mí. Crecí entre la música, tocaba en todas partes: en una mesa de bodas, en klatches, en las reuniones nocturnas de invierno de chicas, en la pista de baile... "

## Carrera

#### 1962–1964: Inicio de la carrera y pop-folk ucraniano
En 1962 y 1963, Rotaru ganó los concursos de talentos amateur de distrito y regionales, en 1964 participó en el festival de talentos populares en Kiev, donde también ganó el primer lugar, en esta ocasión, su foto apareció en la portada del 27 de la revista Ucrania en 1965. Después de graduarse de la escuela secundaria, Rotaru decidió convertirse en cantante y entró en el departamento vocal y de directores de la Escuela Musical de Chernivtsí. En 1964, Rotaru actuó en el Palacio Estatal del Kremlin . La primera canción pop que interpretó fue "Mama" de Alexander Bronevitskiy.

#### 1968–1973: Reconocimiento internacional
En 1968, después de graduarse de la universidad, Rotaru actuó como delegada del IX Festival Mundial de la Juventud y los Estudiantes en la capital de Bulgaria, como miembro de un grupo artístico. Ganó el Primer Premio en el concurso de cantantes de canciones populares. Los periódicos búlgaros estaban llenos de titulares: "Sofía de 21 años ha conquistado a Sofía". Sus interpretaciones de la canción pop folk ucraniana "Na kameni stoyu" (De pie sobre la piedra), canciones pop folclóricas de Moldavia y "Valentina" de Gheorghite fueron noticia. La última canción fue dedicada a la primera cosmonauta femenina Valentina Tereshkova, quien estuvo presente en la sala de conciertos. Este mismo año, Rotaru se casó con Anatoliy Yevdokymenko, quien en ese momento era estudiante en la Universidad de Chernivtsi y trompetista en una banda de estudiantes pop.
En 1971, el productor Roman Alekseev filmó una película musical Chervona Ruta para Ukrtelefilm. La trama trataba sobre el amor tierno y puro de una niña de las montañas (interpretada por Rotaru) y su relación con un hombre de la ciudad industrial de Donetsk . El nombre de la película significa rue, una flor derivada de una antigua leyenda de los Cárpatos. La rue florece solo en Ivan Kupala Night y la chica que logra encontrar una rue en flor estará feliz enamorada. Canciones del compositor Volodymyr Ivasyuky otros escritores fueron co-interpretados por Zinkevich, Yaremchuk y otros cantantes. La película tuvo un éxito significativo. Después de que la película fuera estrenada, Rotaru recibió una oferta para trabajar en la Sociedad Filarmónica de Chernivtsi y con un grupo de acompañamiento llamado Chervona Ruta. Anatoliy Yevdokymenko, el marido de Rotaru, se convirtió en el director artístico del conjunto.
Como resultado de colaborar con Volodymyr Ivasyuk, se escribió un ciclo de canciones basado en el material de reavivamiento de las raíces en una orquestación característica de los años sesenta y setenta en Europa continental. Los trabajos resultantes trajeron a Rotaru gran popularidad en la Unión Soviética, especialmente en Ucrania. Esto se debió en gran parte al hecho de que las autoridades soviéticas promovieron con entusiasmo su arte como un ejemplo de la cultura soviética internacional, ya que era una cantante de etnia rumana en rumano, ucraniano y ruso. En consecuencia, Rotaru obtuvo una emisión regular en la radio y la televisión estatales y se facturó sistemáticamente por los conciertos organizados por el estado.
En 1972, Rotaru y Chervona Ruta participaron en una gira en Polonia con el programa Pesni i tantsy Strany Sovetov (Canciones y Danzas del País de los Soviets).
En el mismo año, Sofia Rotaru colaboró con Don Backy, interpretando la versión ucraniana de su éxito de los años 60 L'immensità - «Сизокрилий птах».
En 1973, recibió el Primer Premio en el concurso internacional Golden Orpheus en Burgas, Bulgaria, interpretando la canción "Moy gorod" ("Mi ciudad") y el Segundo Premio en la categoría de interpretación extranjera de una canción en el idioma búlgaro. En 1973, también fue galardonada con el Artista Meritorio de la RSS de Ucrania. Más tarde, las canciones que interpretó en rumano, "Codru" y "Moy gorod", se convirtieron en bandas sonoras de la película Vesenniye sozvuchiya.

#### 1974–1979: Nuevos autores y lirismo moldavo
En 1974, Rotaru se graduó en el Chişinău Art Institute de Gavriil Musicescu (en la clase de dirección coral de la profesora Lidia Axionova) y participó en el Festival Internacional de la Canción Sopot en Polonia, interpretando "Vospominaniye" (Recuerdo) de B. Rychkov, y "Vodogray" de Ivasjuk. Recibió el segundo premio en la categoría de canción polaca por su interpretación de "Ktoś" ("Alguien"). En 1976, se mudó de Chernivtsi a Yalta , trasladándose de la Sociedad Filarmónica de Chernivtsi a la Sociedad Filarmónica de Crimea. Después de la muerte de Volodymyr Ivasyuk en 1979, varias canciones de compositores moldavos aparecieron en su repertorio escrito por los hermanos Teodorovici. Para entonces, Rotaru había dejado de colaborar con los autores de Moldavia, principalmente Eugen Doga.
Las canciones de Rotaru de la época se crearon en colaboración con los siguientes compositores y letristas: Arno Babajanian escribió "Verni mne muzyku" (Bring Me the Music Back); Aleksey Mazhukov - "A muzyka zvuchit" (But the Music Plays) y "Krasnaya strela" (Red Arrow); Pavel Aedonitskiy - "Dlya teh, kto zhdyot" (Para los que esperan); Oscar Feltsman - "Sólo para ti"; David Tukhmanov - "Aist na kryshe" (Cigüeña en el techo), "V dome moyom" (En mi casa), y "Val's" (Waltz); Yury Saulsky - "Una historia habitual"); Aleksandra Pakhmutova - "Temp" (Tempo); Raimonds Pauls - "Tanec na barabane" (Danza en el tambor); Aleksandr Zatsepin - "Sovsem kak na Zemle" (como en la Tierra); Vladimir Migulya - "Zhyzn '" (Vida), y otros.
Ella fue la primera intérprete de las canciones de Eugene Martyunov, incluyendo "Lebedinaya vernost" ("Swan Fidelity"), "Jabloni v tsvetu" ("Blossoming Apples") y "Ballada o materi" ("Ballad About Mother"). Una canción patriótica, "Schastye tebe, Zemlya moya" ("Be Happy, My Earth"), causó cierta controversia política.

#### 1980–1983: carrera de actriz y nuevas conexiones
En 1980, en el festival internacional de canciones celebrado en Tokio, Rotaru ganó el primer premio por su interpretación de la canción yugoslava "Obeshchaniye" (Promesa) y recibió la Orden de la Insignia de Honor. Ella continuó experimentando y fue la primera cantante soviética en aparecer con pantalones en el escenario. Mientras hacía esto, interpretó una canción de estilo hip-hop "Temp" (Tempo) con música compuesta por Aleksandra Pakhmutova y letras escritas por Nikolay Dobronravov. Las canciones "Temp" y "Ozhidaniye" (Waiting) fueron escritas especialmente para el programa cultural de los Juegos Olímpicos de 1980 en Moscú. La canción se usó como tema de la banda sonora de la película dramática Ballada o sporte (Ode to sports), producida por Yuri Ozerov. En el mismo año, por su interpretación de "Ozhidaniye", Rotaru ganó el Premio de la Canción del Año de toda la Unión.
En 1980, Rotaru protagonizó el papel principal en una película estrenada por Moldova-Film y llamada Gde ty, lyubov '? (¿Dónde estás amor?). Entre otras canciones de la película, Rotaru interpretó "Pervy dozhd '" (First Rain). La película la presentó en una motocicleta en un estrecho terraplén del mar sin un doble. De acuerdo con la trama autobiográfica, un maestro de aldea es invitado a unirse a un conjunto y gana el Gran Premio en un festival internacional con la canción "Gde ty, lyubov '?". La música para la canción fue compuesta por Raimonds Pauls y letras de Ilya Reznik. Se lanzó un doble álbum de la banda sonora. Más de 25 millones de espectadores vieron la película en 1980. La canción del título de la película fue prohibida en la radio estatal por Gennadiy Cherkassov, director del departamento de música.
En 1981, en el XIV Festival de cine de toda la Unión en Vilnius, la película recibió el premio del jurado por la popularización del arte del canto de los compositores soviéticos, en la sección de películas dramáticas. Esta película fue la primera exposición pública para Rotaru en un papel dramático. Los críticos criticaron la película, pero obtuvieron el apoyo del público y algunos de sus temas se hicieron populares. El siguiente período artístico de Rotaru comenzó con un nuevo estilo: la música rock. La película Dusha (Soul) con la nueva banda de rock de Rotaru, Mashina Vremeni, se estrenó en 1981, incluyendo canciones de Aleksandr Zatsepin y Andrei Makarevich. Mientras estaba enferma, sus médicos le recomendaron que no participara en la producción de la película y que cancelara todas las presentaciones de los conciertos.
Este incidente hizo que Alexander Borodyansky y Alexander Stefanovich escribieran un escenario autobiográfico para la película utilizando la situación dramática en la vida de la cantante, caracterizando su pérdida de voz con una apertura de su alma. Esto se mostró en el diálogo en un muelle con un hombre mayor e incluyó una revaluación de sus valores. Después de haber visto el nuevo escenario reescrito y las nuevas canciones, escritas con un estilo completamente nuevo, Rotaru aceptó protagonizar la película y decidió renunciar temporalmente a todas las presentaciones de conciertos. En 1983, Rotaru realizó una gira nacional de conciertos en Canadá, organizada por la National Concert Agency Inc. Los conciertos fueron respaldados por el tema de un LP, titulado Canadian Tour 1983 y lanzado por Cansov Exchange Inc.

#### 1985–1989: Cambio de estilo - Europop y hard rock
La mitad de la década de 1980 se convirtió en un punto de inflexión en la creación de la imagen del cantante. Contrariamente a la anterior Vas priglashaet Sofía Rotaru (Sofía Rotaru te invita) (1985), la nueva película Monólogo del amor (1986) exploró la estética del nuevo arte. Solo una canción, "Techët voda" (Flujos de agua) de Ihor Poklad, continuó con el tema de la música popular, presentando una imagen de una chica de granja que se convirtió en una estrella.
Una nueva colaboración comenzó en 1985 con la canción "Lavanda" (Lavender), escrita por Vladimir Matetskiy para un dúo con el estonio Jaak Joala. En 1986, invirtió la dirección artística con el relativamente desconocido compositor de Moscú. Logró la transición de Rotaru a un estilo Europop ("Bylo no proshlo" (Antes fue, pero ahora se acabó), "Luna" (Luna), incluidos elementos de rock duro ("Moya vremya" (My Time), "Tol'ko etogo malo" (Eso no es suficiente). Durante los siguientes 15 años, Matetskiy y su coautor, Mijaíl Shabrov, colaboraron fuertemente con Rotaru. Produjeron canciones, la mayoría de las cuales se convirtieron en parte de sus programas de conciertos en 1990-2000.

#### 1990–1991: Entre diferentes culturas
La transición a un repertorio en el idioma ruso causó cierta animosidad en Ucrania. Las acusaciones de traición a la cultura nacional fueron apoyadas por los sindicatos de productores estatales, las sociedades filarmónicas y las compañías de conciertos que estaban perdiendo el control sobre el aspecto financiero de la actividad de conciertos y giras de Rotaru como resultado de las reformas económicas.
Para evitar provocaciones a gran escala, se negó a participar en el festival Chervona Ruta que tuvo lugar en Chernivtsi en 1989. La disminución de la proporción de canciones ucranianas se debió a la ausencia de letras de alta calidad en ucraniano. Las raras excepciones incluyen las canciones de Nikolay Mozgovoy , ("Kray, miy ridniy kray" (Patria), "Minaye den'" (Pases de un día), Bliznyuk ("Ejo vernosti" (Echo of Fidelity), Rybchinskiy ("Bal razluchennyj serdets" (Bola de corazones separados), y Kvinta ("Chekay" (Espera), "Odna kalyna" (Lone Guelder-Rose), "Tuman" (Niebla).
En 1991, durante un concierto en Lviv, algunas personas de la audiencia pusieron un póster en ucraniano, que se traduce en: "Sofía, una gran pena te está esperando". Debido al incidente, Rotaru no actuó en Ucrania hasta finales de la década de 1990, luego de una solicitud personal del presidente de Ucrania, Leonid Kuchma. Al mismo tiempo, Rotaru preparó un nuevo programa de conciertos, presentado al público en 1991.

#### 1991-2004: Nuevos tiempos
Después del colapso de la URSS y la comercialización de la música postsoviética, Rotaru mantuvo su primera posición en el mercado y tiene un público estable, incluida la diáspora de habla rusa en Europa, Estados Unidos, Australia e Israel. En 2000, Rotaru fue nombrada la Mejor Cantante Pop Ucraniana del Siglo XX. En 2001, Rotaru actuó en un nuevo programa de conciertos para solistas Zhyzn 'moya - moya lyubov' (Mi vida es mi amor). El programa combinó nuevas canciones con los éxitos de los años anteriores de una manera nueva. En 2002, Sofía Rotaru recibió el título de "Héroe de Ucrania".
Después de la muerte de su esposo en 2002 y de la pérdida de sus padres, Rotaru dejó de viajar por un período y se unió a un convento de monjas. Después de varios meses de luto, Rotaru reanudó sus actividades de concierto y grabación y encabezó nuevamente las listas de éxitos de Rusia, Ucrania y Moldavia.
Un nuevo período comenzó en 2003 con actuaciones en el Koncertny Zal "Rossiya" de Moscú, dedicado a la apertura de su estatua frente al vestíbulo. Entre los compositores que trabajaron con Rotaru se incluyen Ruslan Kvinta ("Un mundillo"), Oleg Makarevič ("Baile blanco") y Konstantin Meladze ("Yo lo amaba" y "Odin na svete"), así como el letrista Vitalij Kurovskij. Lanzó los siguientes álbumes: Yedinomu (For the Only One, 2003; con nuevas canciones y arreglos en ucraniano y rumano), dedicado a la memoria de su difunto esposo "Nebo - eto ya" ("Cielo esta soy yo") 2004 y" Ya zhe yego lyubila ("Yo lo amaba").

#### 2007: 60 años
En 2007, ella celebró su 60 cumpleaños. Cientos de fanáticos, así como artistas y políticos, vinieron a Yalta para felicitar al cantante. El presidente de Ucrania otorgó a Sofía Rotaru la orden de mérito II. Su recepción oficial y su fiesta de cumpleaños tuvieron lugar en el Palacio de Livadia en Yalta, en presencia del Presidente de Rusia, el presidente de Ucrania y el presidente de Moldavia. El evento fue cubierto en vivo por los canales de televisión estatales de Ucrania y Rusia. Las celebraciones por su cumpleaños continuaron hasta septiembre en Sochi, donde uno de los días del festival de música para jóvenes intérpretes, llamado "Five Stars", fue dedicado a Rotaru. En octubre de 2007, se celebraron más conciertos de cumpleaños en Moscú, en el Palacio Estatal del Gran Kremlin, con la participación de cantantes rusos interpretando sus canciones.
2006 y 2007 estuvieron ocupados para Rotaru. Se lanzaron tres álbumes: Tuman (Fog) en Europa del Este, y dos álbumes exclusivamente para el mercado alemán, Serdtse ty moë (You Are My Heart) y Kakaya na serdtse pogoda (What's the Weather Like in the Heart). El año incluyó la participación en numerosos programas de televisión y conciertos y un documental realizado para la televisión ucraniana. Una gira rusa del aniversario duró desde marzo hasta junio de 2007. Otro programa musical de televisión, Krasota Trebuet (Beauty Requirements), con Rotaru cantando la canción "Lavanda" ("Lavender"), se estrenó el 8 de marzo de 2008.

#### 2014 al presente
Desde que iniciaron los conflictos entre Ucrania y Rusia en 2014, Sofia Rotaru se ha retirado gradualmente de los escenarios de ambos países manteniendo así una posición neutral. Al inicio de los conflictos Sofia y su familia residente en Ucrania, fueron amenazados por un grupo de extremistas donde la acusaban de traición a Ucrania y le exigían abandonar el país, porque desde 2011 solo se ha basado en grabar canciones en ruso y no en ucraniano, lo cual significaba que estaba del lado de los rusos y no de su país natal Ucrania.
Sofia durante el 2014 solo estuvo en el escenario del Festival Canción del Año, (en Rusia) donde interpretó la canción Ты самый лучший (Tu eres el mejor), y encabezó la canción Песня остается с человеком (La canción se queda con la persona) que es cantada al final del festival por todos los artistas. Y participó en los programas de año nuevo de los canales de televisión de Ucrania y Rusia.
En el 2015 y 2016 solo participó en el especial del día de la Independencia de Ucrania, Festival Canción del Año y programas de año nuevo en Ucrania y Rusia. Después de 6 años en el 2016 realizó una gira en Alemania y participó del Festival Avtoradio Discoteca de los 80 en Moscú.
El 2017 fue el año jubilar de Sofia Rotaru por su aniversario de cumpleaños número 70 y dado a los escándalos y amenazas, Sofia rompió con la tradición de realizar sus conciertos de jubileo en Ucrania y Rusia y se trasladó a Azerbaiyán donde una gran variedad de artistas interpretaron sus canciones.
El 2017 fue un año muy activo para la artista dado que dio conciertos en Ucrania, Rusia, Bielorrusia, Azerbaiyán y Moldavia.
El 2018 no fue un año tan activo, dio un concierto en Alemania, en la ciudad de Düsseldorf y en San Petersburgo en Rusia.
Al finalizar el año participó en los especiales de año nuevo de los canales de televisión ucranianos y cuando se dirigía a la ciudad de Moscú para participar del Festival Canción del Año, el presidente de Ucrania Petró Poroshenko implantó la ley marcial lo cual llevó a la artista a negarse a participar del festival y a salir de su país de residencia Ucrania. Este año también marcó a la cantante, dado que mientras estaba en un concierto privado en la ciudad de Odesa sufrió de un ataque de asma la cual la llevó directo al hospital para reanimarla.

## Política
Rotaru no apoya ninguna ideología política particular. Sin embargo, su identidad multicultural la ha ayudado y perjudicado. Las autoridades soviéticas, que perseguían a su familia por celebrar la Navidad, a la vez la alababan como la mejor cantante de la URSS. La prensa alemana escribió sobre ella como "El Conductor de la URSS". Algunos de sus discos fueron grabados en Alemania. Después de grabar " L'immensità " (Inmensidad) en Italiano, y " Wer Liebe sucht " (¿Quién está buscando amor?) ("Deine Zärtlichkeit" (Tu ternura), "Es muss nicht sein" (No debe ser), y "Nachts, wenn die Nebel ziehen" (Por la noche, cuando la niebla está tirando) en alemán, Ariola propuso lanzar un álbum de estudio más grande con estas y otras canciones en francés e inglés, y lanzar una gira de conciertos en Europa occidental.
Sin embargo, una directiva vino del gobierno soviético (Goskontsert) para cantar solo canciones soviéticas. Por lo tanto, solo el sencillo inicial fue lanzado "Deine Zärtlichkeit". La administración del concierto de la URSS le prohibió abandonar la URSS entre 1983 y 1988. Esta interdicción se puso en práctica después de la gira de 1983 en Canadá y el lanzamiento de su álbum Canadian Tour 1983.
Durante la Revolución Naranja en Ucrania, Rotaru, junto con su familia, envió paquetes de alimentos a las personas que acudieron a Maidan Nezalezhnosti, independientemente de su afiliación política. En 2006, Rotaru tomó parte activa en las elecciones parlamentarias en Ucrania, votando por la vicepresidencia como segundo número en la lista de la formación política de Lytvyn del Volodymyr Lytvyn; sin embargo, el bloque no pudo reunir suficientes votos para ingresar al Parlamento, una de las principales sorpresas de las elecciones. Ella realizó una gira benéfica de la campaña ucraniana el mismo año. Rotaru citó su confianza personal en Lytvyn y su firmeza, así como su propio interés en cabildear por cuestiones artísticas en Ucrania. Como residente de Crimea, rechazó la ciudadanía rusa tras la anexión de la península por parte de Rusia.

## Premios y reconocimientos
Entre los reconocimientos otorgados a Sofia Rotaru están: Ciudadana de honor de Crimea y Yalta; Artista del Pueblo de la URSS, Artista del Pueblo de la RSFSR, Artista del Pueblo de la RSS de Ucrania y Artista del Pueblo de la RSS de Moldavia, El 7 de agosto del año 2002 se le fue otorgado también el título más importante de su actual país, el Héroe de Ucrania por sus "excepcionales méritos personales en la esfera del arte" de manos del presidente ucraniano Leonid Kuchma y la orden "Méritos a la Nación" de manos del presidente ruso Vladímir Putin.

## Discografía
- 1972 Sofia Rotaru
- 1972 Sofia Rotaru Sings 1972
- 1972 Chervona ruta
- 1973 Sofia Rotaru Sings 1973
- 1974 Sofia Rotaru 1974
- 1975 Sofia Rotaru Performs Songs of Vladimir Ivasyuk
- 1977 Sofia Rotaru 1977
- 1978 Sofia Rotaru 1978
- 1980 Only For You
- 1981 Sofia Rotaru 1981
- 1981 Songs from Film "Where Has Love Gone?" (El álbum consiste en dos discos)
- 1981 Sofia Rotaru and Chervona Ruta (El álbum consiste en dos discos)
- 1982 Sofia Rotaru 1982
- 1985 Tender Melody
- 1987 Monologue of Love
- 1987 Lavanda
- 1988 Heart of Gold
- 1991 Caravan of Love
- 1990 Heart of Gold
- 1990 Golden Heart
- 1990 Forgotten Songs of Vladimir Ivasuk
- 1990 Sofia Rotaru 1990
- 1991 Romantic
- 1993 Caravan of Love
- 1993 Lavender
- 1993 Sofia Rotaru 1993
- 1995 Golden Songs 1985/95
- 1995 Small Town Girl
- 1996 Night of Love
- 1996 Chervona Ruta 1996
- 1998 Love Me
- 2002 I Still Love You
- 2002 Snow Queen
- 2003 For the Only One
- 2004 Sky - it's Me
- 2005 I Loved Him
- 2007 What's the Heart's Weather
- 2007 Fog
- 2007 You Are My Heart